# Октавіан Калмик
Октавіан Калмик (рум. Octavian Calmîc; *9 жовтня 1974, Бардар, Яловенський район) — Міністр економіки Республіки Молдова (з 2016).

## Освіта
- у 1992 закінчив Державний університет Молдови — факультет прикладної математики;
- у 1996 закінчив Академію економічних знань Молдови — факультет менеджменту;
- у 1998 закінчив Інститут підвищення кваліфікації Світової організації торгівлі (СОТ) у Женеві — експерт по нормам СОТ;
- у 2001 закінчив Інститут підвищення кваліфікації Світової організації торгівлі (СОТ) у Женеві — торгівля, політика і зовнішня торгівля;
- у 2003 кандидат у доктори наук в управлінській та торговельній сферах. Тема дослідження: «Механізми просування зовнішньої торгівлі».

## Біографія
- з 1996 по 1998 головний спеціаліст Управління міжнародного двостороннього співробітництва Міністерства економіки Республіки Молдова;

- з 1998 по 2001 заступник начальника головного управління СОТ, Міністерства економіки Республіки Молдова. Одночасно з 1998 по 2001 основний представник переговорної групи з приєднання Республіки Молдова до СОТ;

- з 2001 по 2005 начальник головного управління торгових режимів і СОТ, Міністерства економіки Республіки Молдова. Брав участь у розробці тарифної та торговельної політики Республіки Молдова. З 2003 парламентер щодо Угоди про вільну торгівлю між Молдовою і Україною, згідно з нормами СОТ. З 2003 по 2004 парламентер по підписанню Угоди про вільну торгівлю з країнами Пакту стабільності для Південно-Східної Европи. З 2005 по 2006 основний консультант по переговорах з ЄС щодо отримання GSP Plus і Автономних торговельних преференцій;

- з 2005 по 2009 директор Генерального Управління торгових політик, Міністерство економіки та торгівлі Республіки Молдова;

- з 4 листопада 2009 по 20 січня 2016 Заступник міністра економіки Республіки Молдова;

- з 20 січня 2016 Міністр економіки Республіки Молдова.